# جيغ (قارب)

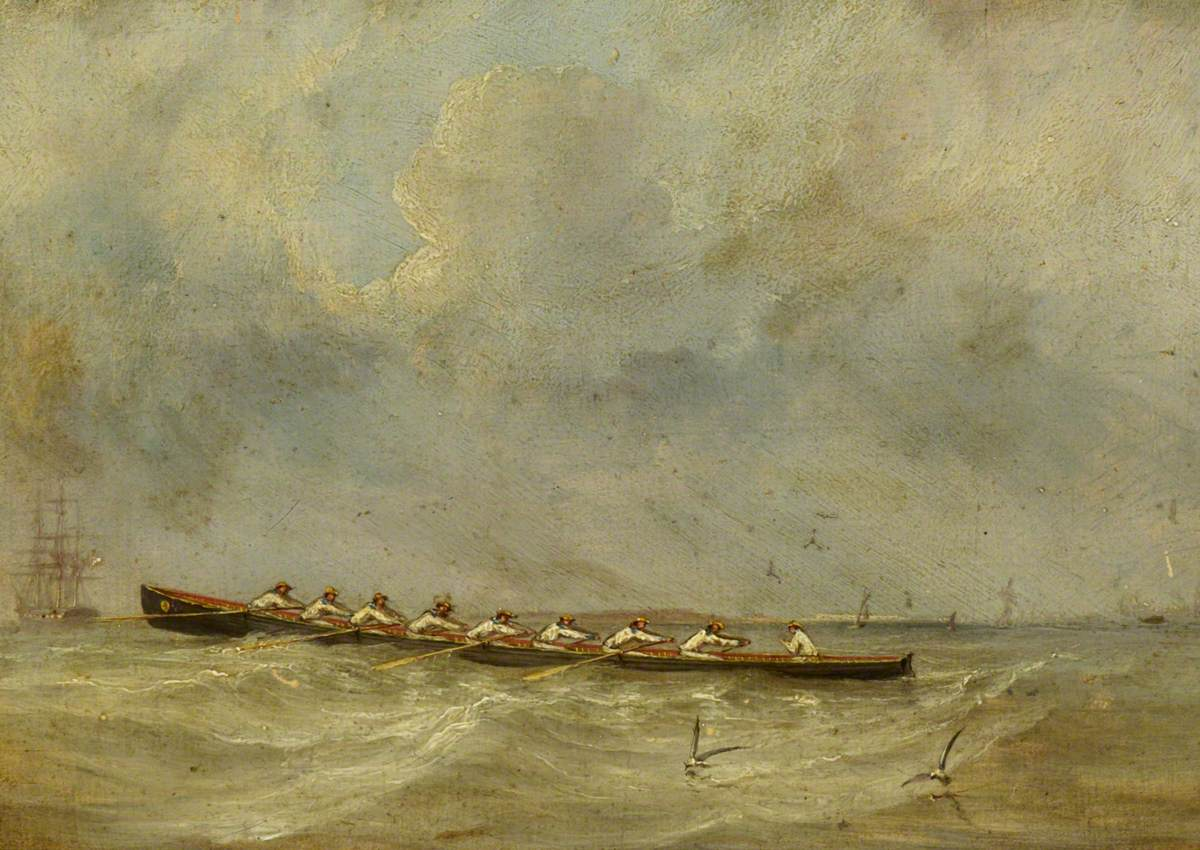

الجَيغ هو نوع من القوارب. حُسِّن ليُلائم التجديف السريع ويكثر أن يكون مزودًا بأشرعة إبحار للظروف المناسبة أيضًا. وبعضه مخصصٌ محفوظٌ لربان السفينة.

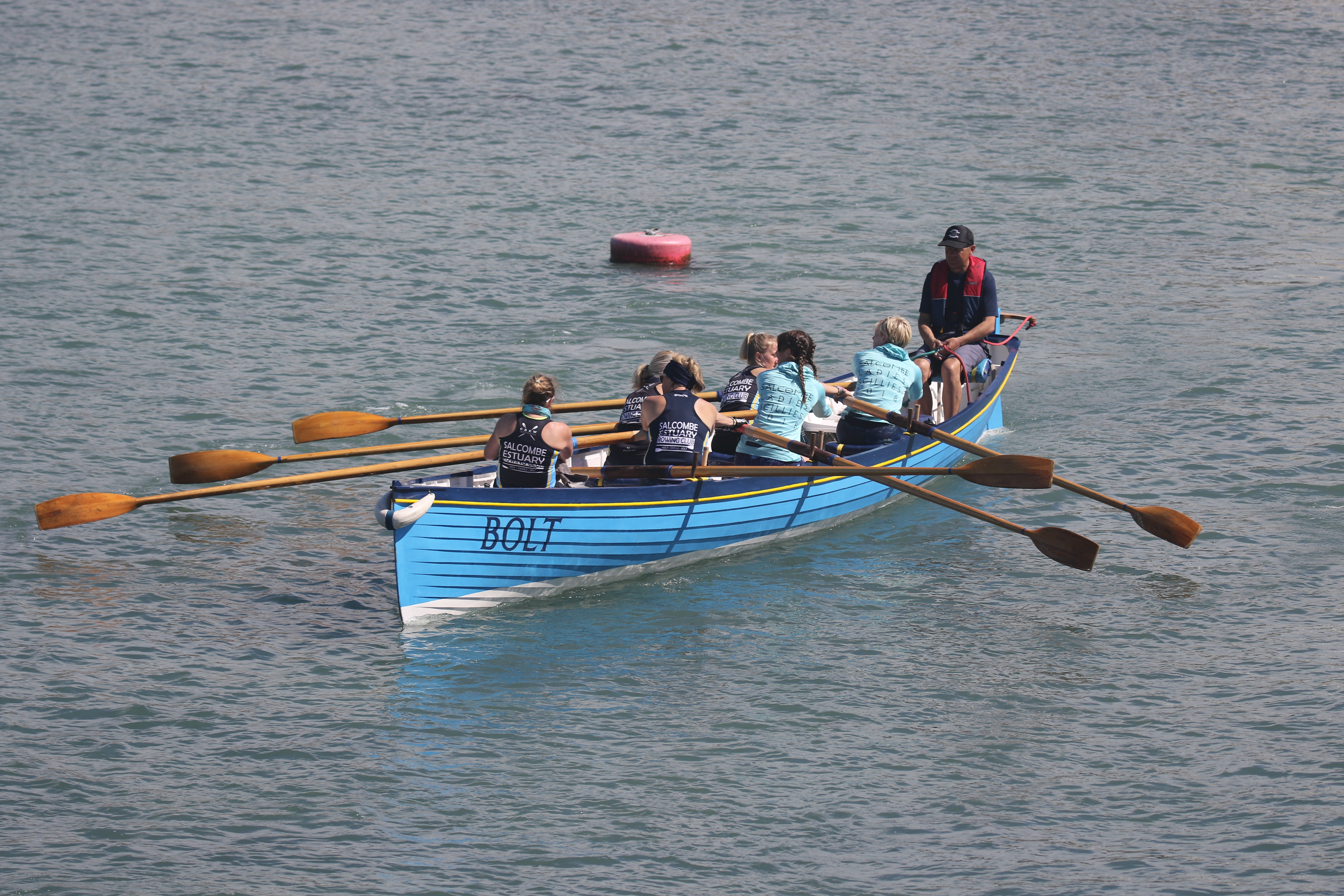
جيغ صُمم في عام 2007 في ميناء سانت ماري

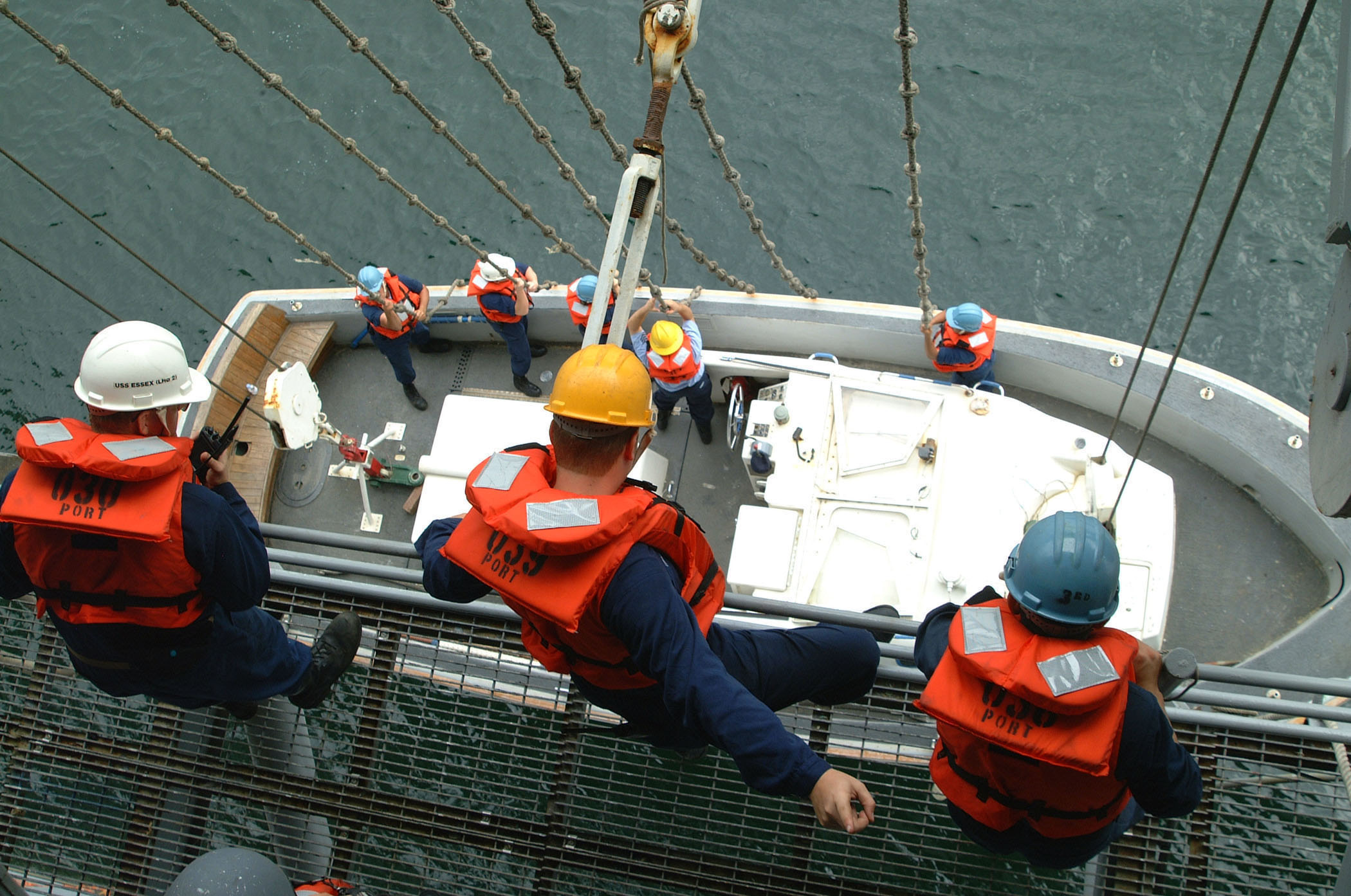
بحارة البحرية الأمريكية ع يرفعون جَيغ قبطانهم على متن السفينة (2002)